# Lassingbach (Salza)
Der Lassingbach ist ein rechter Zufluss der Salza in den Ybbstaler Alpen.
Der Lassingbach entsteht südlich des Dürrensteins durch den Zusammenfluss von Tiefengrundbach, Zellerbrunnbach sowie Kaltenbach und fließt westlich bis südwestlich durch die Ybbstaler Alpen. Am Oberlauf ist er auf einem kurzen Abschnitt Grenzbach zu Niederösterreich. Er mündet bei der Ortschaft Fachwerk der Gemeinde Wildalpen im steirischen Bezirk Liezen von rechts in die Salza.
Im Jahr 1139 (Laznich maior) gab es die erste schriftliche Erwähnung. Der Name leitet sich vom slawischen *Lazъnika ab und hat die ungefähre Bedeutung „wo ein Weg ausgeholzt wird“. Später wurde die Endung mit -ing eingedeutscht.